# Comorien
Le comorien (en comorien shimasiwa, littéralement « langue des îles », ou shikomori, littéralement « langue des Comores ») est une langue vivante parlée aux Comores. Celui possède quatre versions : le grand-comorien, le mohélien, l'anjouanais et le mahorais, liés à chacune des quatre grandes îles, Grande Comore, Mohéli, Anjouan et Mayotte.

## Variétés
Il n'existe pas de langue comorienne unifiée. Les quatre variétés, proches du swahili standardisé, sont plus ou moins intercompréhensibles. Chacune est utilisée sur une île ou un groupe d'îles de l'archipel. Outre les nombreux emprunts lexicaux à l'arabe, communs au groupe swahili, les dialectes comoriens incorporent des mots portugais, et dans une moindre mesure anglais, depuis le XVIe siècle ; depuis le XIXe siècle, c'est le français qui exerce l'influence la plus importante. Ces langues s'écrivent en employant les caractères latins ou arabes.

### Répartition géographique
- Sur les îles de l'archipel des Comores, on parle :
  - à Mayotte (Maore en comorien) : shimaore ou mahorais ;
  - à Mohéli (Mwali en comorien) : shimwali ou mohélien ;
  - à Anjouan (Ndzuani en comorien) : shindzuani ou anjouanais ;
  - à la Grande Comore (Ngazidja en comorien) : shingazidja ou grand-comorien.

## Écriture

### Graphie latine
| Alphabet latin | Alphabet latin | Alphabet latin | Alphabet latin | Alphabet latin | Alphabet latin | Alphabet latin | Alphabet latin | Alphabet latin | Alphabet latin | Alphabet latin | Alphabet latin | Alphabet latin | Alphabet latin | Alphabet latin | Alphabet latin | Alphabet latin | Alphabet latin | Alphabet latin | Alphabet latin | Alphabet latin | Alphabet latin | Alphabet latin | Alphabet latin | Alphabet latin | Alphabet latin | Alphabet latin |
| -------------- | -------------- | -------------- | -------------- | -------------- | -------------- | -------------- | -------------- | -------------- | -------------- | -------------- | -------------- | -------------- | -------------- | -------------- | -------------- | -------------- | -------------- | -------------- | -------------- | -------------- | -------------- | -------------- | -------------- | -------------- | -------------- | -------------- |
| Majuscules     | A              | Ɓ              | B              | C              | Ɗ              | D              | E              | F              | G              | H              | I              | J              | K              | L              | M              | N              | O              | P              | R              | S              | T              | U              | V              | W              | Y              | Z              |
| Minuscules     | a              | ɓ              | b              | c              | ɗ              | d              | e              | f              | g              | h              | i              | j              | k              | l              | m              | n              | o              | p              | r              | s              | t              | u              | v              | w              | y              | z              |
| Phonèmes       | /a/            | /ɓ/            | /b/            | /t͡ʃ/           | /ɗ/            | /d/            | /e/            | /f/            | /ɡ/            | /h/            | /i/            | /d͡ʒ/           | /k/            | /l/            | /m/            | /n/            | /o/            | /p/            | /r/            | /s/            | /t/            | /u/            | /v/            | /w/            | /j/            | /z/            |

| Digrammes | Phonétique |
| --------- | ---------- |
| dh        | /ð/        |
| dj        | /d͡ʒ/       |
| dr        | /ɖ/        |
| dz        | /d͡z/       |
| gh        | /ɣ/        |
| ny        | /ɲ/        |
| sh        | /ʃ/        |
| pv        | /β/        |
| th        | /θ/        |
| tr        | /ʈ/        |
| ts        | /t͡s/       |

Note: En shimaoré, les digrammes « vh » et « bv » sont employés pour représenter le phonème /β/.
1. ↑  Seulement en shiMaore et en shiNdzuani.
2. ↑  Seulement employé en shiMwali et en shiNgazidja.

### Graphie arabe
| Système Kamar-Eddine | Système Kamar-Eddine | Système Kamar-Eddine | Système Kamar-Eddine | Système Kamar-Eddine | Système Kamar-Eddine | Système Kamar-Eddine | Système Kamar-Eddine | Système Kamar-Eddine | Système Kamar-Eddine | Système Kamar-Eddine | Système Kamar-Eddine | Système Kamar-Eddine | Système Kamar-Eddine | Système Kamar-Eddine | Système Kamar-Eddine | Système Kamar-Eddine | Système Kamar-Eddine | Système Kamar-Eddine | Système Kamar-Eddine | Système Kamar-Eddine | Système Kamar-Eddine | Système Kamar-Eddine | Système Kamar-Eddine | Système Kamar-Eddine | Système Kamar-Eddine | Système Kamar-Eddine | Système Kamar-Eddine | Système Kamar-Eddine |
| -------------------- | -------------------- | -------------------- | -------------------- | -------------------- | -------------------- | -------------------- | -------------------- | -------------------- | -------------------- | -------------------- | -------------------- | -------------------- | -------------------- | -------------------- | -------------------- | -------------------- | -------------------- | -------------------- | -------------------- | -------------------- | -------------------- | -------------------- | -------------------- | -------------------- | -------------------- | -------------------- | -------------------- | -------------------- |
| Caractères           | ﺍ                    | ﺏ                    | پ                    | ﺕ                    | تّ                    | ج                    | ح                    | د                    | ر                    | ز                    | زّ                    | س                    | سّ                    | ش                    | شّ                    | غ                    | ف                    | ڢ                    | ڤ                    | ك                    | ل                    | م                    | ن                    | نّ                    | ه                    | ‍ہ‍                     | و                    | ي ى                  |
| Phonèmes             | /a/                  | /b/ ou /ɓ/           | /p/                  | /t/                  | /ʈ/                  | /d͡ʒ/                 | /h/                  | /d/ ou /ɗ/           | /r/                  | /z/                  | /d͡z/                 | /s/                  | /t͡ʃ/                 | /ʃ/                  | /t͡ʃ/                 | /g/                  | /f/                  | /β/                  | /v/                  | /k/                  | /l/                  | /m/                  | /n/                  | /ɲ/                  | /o/                  | /e/                  | /u/ w/               | /i/ ou /j/           |

Ligature
- ﳱ : /je/

## Lexique
| Français                   | Comorien                                        | Phonétique (API) |
| -------------------------- | ----------------------------------------------- | ---------------- |
| terre                      | ardhwi, shipvandre-sha-ntsi, nkafu              |                  |
| ciel                       | bingu, wingu                                    |                  |
| eau                        | madji, maji                                     |                  |
| feu                        | m(d)ro, moro                                    |                  |
| homme                      | mdrumume, muntru baba, mundru baba, mwanam(u)me |                  |
| femme                      | muntru mdzadze, mwanam(u)she                    |                  |
| enfant                     | mwana, tchotcho                                 |                  |
| papa                       | mbab(a), bom'ba                                 |                  |
| maman                      | mam(a), bom'ma                                  |                  |
| manger                     | hula, uya, ula                                  |                  |
| boire                      | hunwa                                           |                  |
| dormir                     | lala, sihoua                                    |                  |
| grand                      | mhu'u, kuu                                      | [mhuwu]          |
| petit                      | m'titi, n'titi                                  |                  |
| nuit                       | masihu, uku                                     | [masihu]         |
| midi                       | saa sita                                        |                  |
| langue                     | lugha                                           |                  |
| Français (personne)        | mfarantsa, mzungu, mnaswara                     |                  |
| français (langue)          | shifarantsa, shizungu, shinaswara               |                  |
| étranger (personne)        | mdjeni, mgad'ja                                 |                  |
| école                      | shioni                                          |                  |
| professeur(e), maître(sse) | fundi                                           |                  |
| soleil                     | juwa                                            |                  |
| beau, belle                | djitso                                          |                  |
| grand(e), long             | mle, mlibwavu                                   |                  |
| cœur                       | roho                                            |                  |
| tête                       | hitsoi, she-hitsoi, shitsoi                     |                  |
| travail                    | hazi                                            |                  |
| toilettes                  | ushoni, mshanani                                |                  |
| matin                      | pvotrasi, asuɓwihi                              |                  |
| après-midi                 | jioni, djioni                                   |                  |
| stupide, sot(te)           | daba                                            |                  |
| viande                     | nyama                                           |                  |
| poulet                     | nkuhu                                           |                  |
| écouter                    | uvulishia, hwishia                              |                  |
| donner                     | huva, nike                                      |                  |
| manger                     | hula, uya, ula                                  |                  |
| argent                     | mapessa, fedha, mpesa                           |                  |
| cher                       | ghali                                           |                  |
| riz cru/cuit               | ntsohole/maele                                  |                  |
| manioc                     | mhogo                                           |                  |
| beaucoup                   | mendji, menji                                   |                  |
| voiture                    | gari                                            |                  |
| cuillère                   | sutru                                           |                  |
| bol                        | ɓaguri, bakuli                                  |                  |
| porte                      | mlongo, mlango                                  |                  |
| chaussures                 | kaɓwa                                           |                  |
| aujourd'hui                | leo                                             |                  |
| sac                        | mkoba                                           |                  |
| chat                       | mpaha                                           |                  |